# Ruta Provincial 93 (Santa Fe)
La Ruta Provincial 93 es una carretera de 155 km de jurisdicción provincial, ubicada en el sur de la Provincia de Santa Fe, Argentina
Comienza en la ciudad de Hughes y finaliza en el límite con la provincia de Córdoba, donde allí cambia de denominación, siendo llamada Ruta Provincial 11.
La Dirección Provincial de Vialidad ha realizado algunas obras en parte de la traza, entre Firmat y Melincué, entre otros tantos.

## Localidades
Las ciudades y pueblos por los que pasa esta ruta de este a oeste son los siguientes:

### Provincia de Santa Fe
Recorrido: 108 km
- Departamento General López: Hughes, Labordeboy, Villa Estela, Melincué, acceso a Durham, Miguel Torres, Firmat, Cañada del Ucle
- Departamento Caseros: Los Quirquinchos, Beravebú, Chañar Ladeado